# Phénon
 (mars 2023).
Si vous disposez d'ouvrages ou d'articles de référence ou si vous connaissez des sites web de qualité traitant du thème abordé ici, merci de compléter l'article en donnant les références utiles à sa vérifiabilité et en les liant à la section « Notes et références ».
Le phénon (pluriel phéna, souvent écrit « phénons ») est, dans le sens introduit par Ernst Mayr, une unité morphologique minimale, non divisible, constituée d'individus, utilisée pour étudier la spéciation.
Au sein d'une même espèce, deux (ou plus) phéna sont des regroupements distincts d'individus établis sur la base de caractères phénotypiques, caractères apparentés à variations intrinsèques telles que le sexe (dimorphisme sexuel), une certaine organisation sociale (clans), etc. Le point clé de la notion de phénon est que les groupes ainsi définis demeurent interféconds et appartiennent par conséquent à une seule et même espèce. Dans la théorie moderne du vivant, un phénon est donc une unité phénotypique qui manifeste des particularités génétiques, que ces particularités soient propre à un organisme ou un taxon. L'idée est donc très proche de celle de variabilité intra-spécifique, dont elle constitue l'illustration « de terrain. » Cette notion de phénon a d'ailleurs plus ou moins été sémantiquement supplantée par le concept analogue de morphotype, mais la terminologie « phénon » est notamment conservée dans le domaine de la paléontologie et dans nombre de publications.
Enfin, le concept de phénon peut englober sémantiquement parlant ceux de variétés et formes en botanique ou de races en zoologie. Tous font référence à un regroupement inférieur au rang d'espèce et comprenant des individus d'une seule espèce donnée, mais le phénon peut être établi sur la base des autres distinctions. Cependant, si phénon est rapproché du sens de morphotype, alors il faut faire la distinction entre les regroupements généralistes, tels que la race ou la variété, et les regroupements locaux appliqués à une population d'individus, qui s'expriment en termes de morphotype.